# Црногорци
Појам Црногорци у српском језику има значење изворног и општег завичајног, односно демонимског назива за све становнике, односно држављане Црне Горе, независно од њихове етничке, језичке, верске или било које друге припадности. У том смислу, Црногорцима се могу називати припадници свих народности које живе у Црној Гори, што се подједнако односи како на црногорске Србе, тако и на етничке Црногорце. Завичајним Црногорцима се такође могу називати сви људи који су родом или пореклом са подручја Црне Горе, независно од њихове етничке, језичке, верске или било које друге припадности. Поред изворног, односно демонимског значења, појам Црногорци је накнадно стекао и додатно, односно посебно етнонимско значење, као назив за етничке Црногорце.

## Изворно значење и постепено ширење појма
Основно лексиколошко значење појма Црногорци у изворној функцији демонима посведочено је бројним примерима из старије и новије историје и литературе. Као општа ознака за становнике Црне Горе (лат. Montis nigri incola), појам се појављује у оба издања Српског рјечника, првом из 1818. и другом из 1852. године. Истоветно, односно опште демонимско значење овог појма забележио је и филолог Ђура Даничић. Управо у том регионалном смислу, појам Црногорци је изворно означавао становнике првобитне Црне Горе, односно области која је након каснијих проширења постала позната као Стара Црна Гора. Првобитна Црна Гора је под тим именом била помињана у историјским изворима још од 15. века, као област у тадашњој Горњој Зети.
Прва област на коју се појам Црне Горе проширио изван њених првобитних граница било је подручје суседних Брда. Знаменити Законик опшчи црногорски и брдски из 1798. године сведочи да су се Брђани у то време још увек јасно разликовали од оближњих Црногораца. У раздобљу од краја 18. до средине 19. века, област Брда се постепено интегрисала са Црном Гором, тако да је за њихову обједињену државну заједницу употребљаван двојни назив "Црна Гора и Брда" који је и након проглашења књажевине 1852. године био у службеној употреби, тако да Законик књаза Данила из 1855. године и даље јасно разликује Црногорце и Брђане. Међутим, двојни назив је постепено напуштен, тако да су Брђани постали први становници неке суседне области на које се по основу ширења државних граница Црне Горе проширио и демоним Црногорци.
Исти процес је након 1878. године захватио и становнике разних области које су биле прикључене Црној Гори након Берлинског конгреса. То се у првом реду односило на Србе Херцеговце и Србе Приморце у прикљученим деловима Херцеговине (област Старе Херцеговине) и Приморја, који су по свом новом црногорском држављанству уједно постали и Црногорци, као становници проширене Књажевине Црне Горе. Међутим, већ у то време, код државних власти на Цетињу су се појавила прва настојања да се дотадашњи обласни идентитет брдских, херцеговачких и приморских Срба замени новим идентитетом, заснованим на регионалним традицијама Старе Црне Горе, чиме је започео процес постепеног потискивања регионалних идентитета у циљу централизације. Додатним проширењем након Првог балканског рата (1912—1913), тадашња Краљевина Црна Гора је досегла свој највећи просторни опсег, а становници новоприкључених области, пљеваљско-полимски и севернометохијски Срби, су такође, по свом новостеченом црногорском држављанству, постали и Црногорци, као најновији становници проширене Краљевине Црне Горе.

…Свима нам је заједничко, као што знате, са народом српским: етничко поријекло, језик, религија, обичаји, литература, или боље рећи Црногорац није ништа друго до Србин, који је одрастао по врлетима балканских планина, један тип са засебним именом.

— Глас Црногорца, број 19, 27. април 1912.
Обликовање појмовних односа је убрзано током Другог светског рата. Почетком 1942. године, приликом оснивања Народноослободилачког одбора за Црну Гору и Боку, усвојен је двојни назив чиме је назначено да појам Црне Горе не покрива и Боку. У исто време, разматрано је и питање о оправданости укључивања Полимља у будућу црногорску федералну јединицу, пошто на подручјима која су бившој Краљевини Црној Гори била прикључена тек 1912. године није постојала развијена свест о регионалној црногорској припадности. Стога је тежиште рада на територијалном заокруживању будуће црногорске федералне јединице било преусмерено ка Боки Которској, иако та област никада у историји није била део Црне Горе, нити су се њени становници Бокељи, на било који начин сматрали Црногорцима. У првој фази изградње нове власти, посебност Боке и Бокеља је била привидно поштована путем равноправног истицања у званичном називу Земаљског антифашистичког вијећа народног ослобођења Црне Горе и Боке (1943). Међутим, већ приликом прерастања овог тела у Црногорску антифашистичку скупштину народног ослобођења (1944), помен Боке и Бокеља је изостављен из новог назива, те је тако ова покрајина, настањена национално свесним Србима и Хрватима, по први пут у историји подведена под Црну Гору, а Бокељи под Црногорце.
Сва ова питања решавана су у склопу припрема за озваничење нове црногорске нације. Од тог времена, појам Црногорци је поред свог изворног демонимског значења, које се и даље односило на све становнике Црне Горе, добио и додатно, сасвим ново етнонимско значење, поставши и ознака за етничке Црногорце. До почетка 21. века, појам Црногорци се усталио у неколико основних значења, од којих се прво, односно изворно, и даље односи на становнике Црне Горе у најопштијем смислу, као и на све људе који имају држављанство Црне Горе или су завичајем, односно пореклом са простора Црне Горе. Друго значење је уже и односи се на српске Црногорце, односно припаднике српског народа који су такође и Црногорци по држављанству или завичајном пореклу. Треће и уједно најмлађе значење односи се на етничке Црногорце, као припаднике посебне црногорске нације.

### Црногорци по завичају или држављанству
Појам Црногорци је у српском језику очувао своје изворно, односно демонимско значење као општи назив за све становнике Црне Горе. Истим појмом се у српском језику такође означавају и сви људи који су по свом завичају или пореклу са простора Црне Горе. У специфичној функцији политонима, појам Црногорци такође означава и све држављане Црне Горе.

### Срби, завичајни Црногорци
У српском језику, појам Црногорци се такође користи за означавање оног дела српског народа који живи у Црној Гори или је по завичају, односно пореклу са простора Црне Горе. Срби из Црне Горе се у етничком смислу изјашњавају као припадници српског народа, док се у регионалном смислу изјашњавају и као Црногорци, по основу завичајне припадности или по основу црногорског држављанства. Код црногорских Срба је веома изражена приврженост Црној Гори, што се огледа и у њиховом доследном залагању за очување завичајног назива Црногорци и српских историјских традиција у Црној Гори.

### Етнички Црногорци
Припадници црногорског народа се у етничком, односно националном смислу изјашњавају као етнички Црногорци. Поред тога, они су Црногорци и по основу црногорског држављанства или завичајне припадности. Међу етничким Црногорцима постоји неколико различитих теорија о пореклу и значењу појма Црногорци. Прву од тих теорија је осмислио Савић Марковић Штедимлија, који је у раздобљу између два светска рата уобличио тезу по којој савремени Црногорци представљају огранак хрватског народа.